# Harold Sutcliffe
Sir Harold Sutcliffe (ur. 11 grudnia 1897, zm. 20 stycznia 1958) – brytyjski polityk Partii Konserwatywnej, deputowany Izby Gmin, ojciec Johna.

## Działalność polityczna
W okresie od 27 października 1931 do 3 lutego 1950 reprezentował okręg wyborczy Royton, a od 23 lutego 1950 do 6 maja 1955 reprezentował okręg wyborczy Heywood and Royton w brytyjskiej Izbie Gmin.